# Parti libéral-réformateur (Roumanie)
Pour les articles homonymes, voir Parti libéral-réformateur.
Le Parti libéral-réformateur (roumain : Partidul Liberal Reformator, PLR) est un parti politique libéral roumain de centre droit lancé le 3 juillet 2014 par Călin Popescu-Tăriceanu,.

## Histoire
En février 2014 le Parti national libéral (PNL) a quitté l'Union sociale-libérale, la coalition qui réunissait le Parti social-démocrate, le Parti conservateur et l'Union nationale pour le progrès de la Roumanie. Călin Popescu-Tăriceanu, suivi de quelques députés, a alors quitté le PNL pour fonder un nouveau parti libéral, avec l'ambition de rejoindre le Parti de l'Alliance des libéraux et des démocrates pour l'Europe et l'Internationale libérale, alors que le PNL faisait le choix de rejoindre le Parti populaire européen.

Le premier congrès du parti s'est tenu les 1er et 2 août 2014.
Călin Popescu-Tăriceanu s'est présenté à l'élection présidentielle de 2014, mais en tant que candidat indépendant, son parti n'étant pas encore enregistré officiellement au moment du dépôt de sa candidature. Au premier tour, il rassemblé 5,36 % des suffrages exprimés, terminant en troisième position.
Le 19 juin 2015, il annonce sa fusion avec le Parti conservateur, dirigé par Daniel Constantin, pour former l'Alliance des libéraux et démocrates (ALDE),.